# Румянцев, Григорий Константинович
Григорий Константинович Румянцев (1911—1995) — советский баскетболист и архитектор. Играл на позиции защитника. Чемпион СССР по баскетболу 1937 года в составе команды «Динамо» (Москва).

## Биография

Эмблема МАИ

Григорий Румянцев родился 26 декабря 1911 года в Сергиевом Посаде. Вместе с семьёй переехал в Москву. Детство и юность провёл в Марьиной Роще. Окончил ремесленное училище. В 1937 году проходил срочную службу в войсках НКВД в городе Свердловске в звании рядового. В 1940 году, во время присоединение Эстонии к СССР, находился в Таллине в качестве армейского офицера.
Во второй половине 1930-х — начале 1940-х был защитником баскетбольного клуба «Динамо» (Москва). Выступал за баскетбольную сборную Москвы. В составе московского «Динамо» в 1937 году становился чемпионом СССР по баскетболу. Также занимался регби и ручным мячом. Мастер спорта.
В 1941 году окончил Московский архитектурный институт со званием архитектора. В 1941 году работал инженером-строителем, производителем работ в дорожно-санитарном отделе Пермской железной дороги и в проектном отделе Народного комиссариата угольной промышленности на рудоразработках в Канске. Был мастером, затем помощником начальника моторного цеха.
Вернувшись в 1945 году в Москву, работал в Военно-воздушной академии имени Н. Е. Жуковского инженером технического отдела. Одновременно учился на факультете архитектурного усовершенствования при Московском архитектурном институте, работал старшим архитектором в Физкультпроекте и был внештатным преподавателем (тренером женской баскетбольной команды) в Московском авиационном институте (МАИ).
По воспоминаниям современников, именно Григорий Румянцев разработал художественное решение эмблемы спортклуба МАИ, которая была утверждена в 1946 году. В 1993 году она стала официальной эмблемой МАИ.
В 1947 году Григорий Румянцев вступил в Союз архитекторов СССР, а в 1953 году стал членом КПСС. С 1952 года работал в Военпроекте в качестве главного инженера проекта, затем начальника строительного отдела. Принимал участие в проектировании городков (с жилыми, общественными и производственными зданиями), санаториев, пионерских лагерей и других комплексов. В 1968 году уволился в запас в звании инженер-майора.
В 1969—1977 годах работал в Московской проектной организации ЦНИИЭП им. Мезенцева в качестве главного архитектора проекта и заместителя начальника 5-й мастерской. Занимался проектированием спортивных и зрелищных сооружений. Принимал участие в планировании и строительстве города Набережные Челны. Затем до 1983 года был на временной работе в проектных организациях.
Умер 16 октября 1995 года.

## Семья
- Жена — Анна Васильевна[3] Панкова (1920—1994), начальник отдела Министерства Химической Промышленности СССР